# 3V busz (Budapest)
A budapesti 3V jelzésű autóbusz Árpád híd, metróállomás és Újpest, Szilágyi utca között közlekedett. A járatot a Budapesti Közlekedési Vállalat üzemeltette.

## Története
1981. március 31-én megszűnt a Váci út Marx (ma Nyugati) tér és Árpád híd közötti szakaszán a villamosközlekedés, ezért április 1-jén a 3-as és 55-ös villamost az Árpád hídnál kialakított végállomásig rövidítették. A felhagyott vonalszakaszon két pótlóbuszjárat indult a Szent István körúttól, egyik 12V jelzéssel az Élmunkás (ma Lehel) térig, a másik 3V jelzéssel az Árpád hídig. 1981. december 30-án az M3-as metróvonal II/B (Marx tér–Élmunkás tér) szakaszának átadásával a 12V pótlóbusz megszűnt, a 3V pedig a metró új végállomásáig rövidült.
1982. május 2-án megszűnt a Váci úti 3-as villamos, pótlására a 3V járatot Újpest, Árpád útig hosszabbították. 1984. november 5-én a következő metrószakasz (Élmunkás tér–Árpád híd) megnyitásától a pótlóbusz belső végállomása az Árpád híd lett. 1985. június 1-jén a 10-es villamos megszűnése miatt a 43-as busszal összevonták, és az újpesti végállomását a Szilágyi utcához helyezték át – ezzel biztosítva az Árpád út mentén utazók számára az akkor még létező, és az autóbuszokéhoz olcsóbb villamostarifa használatát. 1990. december 14-én, az M3-as metró utolsó Árpád híd – Újpest-Központ (III/B/1) szakaszának átadása miatt felszíni viszonylatváltozások következtében megszüntetésre került.

## Megállóhelyei
| 0  | Árpád híd, metróállomás végállomás                          | 20 | 1 26, 32, 32, 43, 84, 120, 133                  |
| ∫  | Teve utca                                                   | 19 | 32, 32, 43, 120                                 |
| 2  | Lomb utca (↓) Frangepán utca (↑) (korábban: Vágó Béla utca) | 17 | 32, 32, 43, 120                                 |
| 3  | Forgách utca                                                | 16 | 43, 133                                         |
| 4  | Rozsnyai utca                                               | ∫  |                                                 |
| 5  | Fiastyúk utca (korábban: Thälmann utca)                     | 14 | 43, 84                                          |
| 6  | Gyöngyösi utca                                              | 11 | 4, 4A, 4, 43, 84                                |
| ∫  | Faludi utca                                                 | 10 | 43                                              |
| 8  | Szekszárdi utca                                             | ∫  | 43                                              |
| ∫  | Hajó- és Darugyár                                           | 9  | 43                                              |
| 9  | Kender-Juta                                                 | ∫  | 43                                              |
| 10 | Árva utca (↓) Újpest Forgalmi telep (↑)                     | 7  | 43                                              |
| 11 | Árpád út (↓) Váci út (↑)                                    | 6  | 43, 84, 96, 104, 104A                           |
| 12 | Temesvári utca (↓) Árpád út (↑)                             | 6  | 96, 104, 104A                                   |
| 13 | Kis Zsigmond utca                                           | 5  | 104, 104A                                       |
| 15 | Bajcsy-Zsilinszky út                                        | 5  | 12, 14 20A, 30, 30, 84, 96, 104, 104A, 120, 147 |
| 16 | Erzsébet utca                                               | 4  | 20A, 104, 104A                                  |
| 18 | Tito utca                                                   | 3  | 20, 20, 20A, 84, 96, 104, 104A, 120             |
| 19 | Árpád Kórház                                                | 2  | 96, 104, 104A                                   |
| 19 | Geduly utca (↓) Víztorony (↑)                               | 2  | 104, 104A, 121                                  |
| 20 | Kiss János utca (↓) Árpád út (↑)                            | 1  | 47, 121, 125                                    |
| 21 | Dózsa György út                                             | ∫  | 47, 121, 125 12, 14                             |
| 22 | Újpest, Szilágyi utca végállomás                            | 0  | 47, 84, 121, 125 12, 14 Rákospalota-Újpest      |